# Peter Fraps
Peter Karl Fraps (* 6. September 1945 in Teplice-Šanov, Tschechoslowakei; † 31. August 2015) war ein deutscher Arzt und Sanitätsoffizier zuletzt im Dienstgrad eines Generalstabsarztes. In seiner letzten militärischen Verwendung war er Amtschef des Sanitätsamtes der Bundeswehr.

## Leben
Nach dem Abitur 1965 absolvierte Fraps zunächst seinen Grundwehrdienst und wurde in dieser Zeit Reserveoffizieranwärter. Von 1967 bis 1973 absolvierte er ein Medizinstudium und promovierte an der Ludwig-Maximilians-Universität München als Sanitätsoffizier-Anwärter der Bundeswehr. In diesem Zeitraum erfolgte ein Studienaufenthalt an der Ohio State University.
Von 1973 bis 1974 war er Medizinalassistent am damaligen Bundeswehrkrankenhaus München. Während seiner Erstverwendung als Truppenarzt und Hörsaalleiter an der Akademie des Sanitäts- und Gesundheitswesens der Bundeswehr (SanAkBw) von 1974 bis 1976 erwarb er die Zusatzbezeichnung Sportmedizin. Von 1976 bis 1978 folgte die chirurgische Ausbildung am Bundeswehrkrankenhaus München und am Kreiskrankenhaus Starnberg. Kurzfristig war er 1978 Leiter des Sanitätsbereiches der Gebirgs- und Winterkampfschule der Bundeswehr in Luttensee und von 1978 bis 1981 dann Kompaniechef der 2. Kompanie (AMF) des Sanitätslehrbataillons 851. Von 1982 bis 1983 war er stellvertretender Regimentskommandeur des Sanitätsregiments 76 (Territorialheer) und im Anschluss bis 1984 Inspektionschef an der SanAkBw. Es folgten bis 1991 Verwendungen als Divisionsarzt der 11. Panzergrenadierdivision, der 10. Panzerdivision und der 1. Gebirgsdivision, danach bis 1995 als Korpsarzt beim II. GE/US Korps und als Kommandeur des Sanitätskommandos 2 in Ulm sowie von 1995 bis 1996 als Kommandoarzt im Heeresführungskommando.
Verbunden mit der Beförderung zum Generalarzt war er von 1996 bis 2001 Kommandeur der SanAkBw. In dieser Verwendung war er vorläufig der letzte Dienstposteninhaber im Range eines Generalarztes, bevor dieser im Rahmen der Transformation der Bundeswehr und der damit verbundenen Unterstellung der bisher zur SanAkBw gehörenden Institute für medizinischen ABC-Schutz unter das Sanitätsamt herunterdotiert wurde. Es folgte die Verwendung im Range eines Generalstabsarztes als stellvertretender Befehlshaber im Sanitätsführungskommando bis 2003. In seiner letzten Funktion bis zur Versetzung in den Ruhestand im September 2006 war er Amtschef des Sanitätsamtes der Bundeswehr in München. Das Kommando über das Sanitätsamt wurde nach ihm an Hartmut Siebertz übergeben.
Peter Fraps lebte zuletzt in Reichertshofen-Winden. Er verstarb kurz vor Vollendung des 70. Lebensjahres und wurde auf dem Friedhof in Schäftlarn-Ebenhausen-Zell im Familiengrab beigesetzt.

## Privates
Fraps war verheiratet.

## Auszeichnungen
Fraps nahm an mehreren NATO- und UN-Einsätzen teil und wurde mit Einsatzmedaillen der Bundeswehr, der Vereinten Nationen und der NATO ausgezeichnet.
Er war Offizierkreuzträger des italienischen Verdienstordens und Träger des Bundesverdienstkreuzes am Bande.